# Kukkiwon

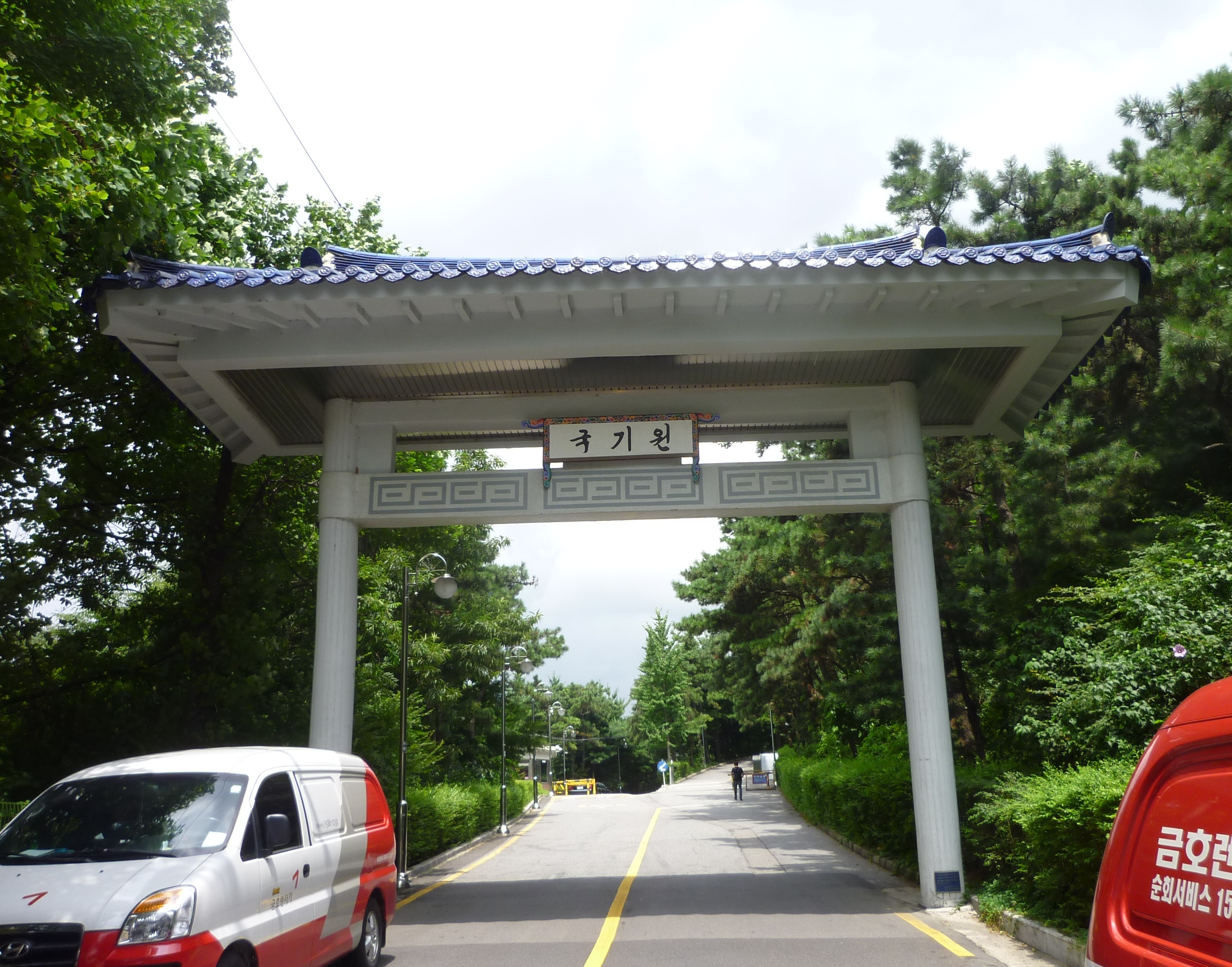
Portão da instituição

Kukkiwon, também conhecida como World Taekwondo Headquarters, é uma organização que processa as certificações dan do taekwondo. Além disso, a Kukkiwon realiza pesquisas e seminários de ensino através da World Taekwondo Academy, que treina e certifica instrutores de taekwondo.
A Kukkiwon está localizada em Gangnam-gu, Seoul, Coreia do Sul. Foi constituída em 30 de novembro de 1972.